# Gare de Louverné
La gare de Louverné est une gare ferroviaire française, fermée depuis août 2023, de la ligne de Paris-Montparnasse à Brest. Elle est située sur le territoire de la commune de Louverné, dans le département de la Mayenne en région Pays de la Loire.
Avant sa fermeture, c'était une halte ferroviaire de la Société nationale des chemins de fer français (SNCF) desservie par quelques trains express régionaux du réseau TER Pays de la Loire, circulant entre Le Mans et Laval.

## Situation ferroviaire
Établie à 79 m d'altitude, la gare est située au point kilométrique (PK) 294,630 de la ligne de Paris-Montparnasse à Brest, entre les gares ouvertes de Montsûrs et Laval. En direction de Montsûrs, s'intercale la gare fermée de La Chapelle-Anthenaise.

## Histoire
Les derniers TER desservent la halte le 26 août 2023,,. Auparavant, elle était desservie par 2,5 allers-retours trains TER Pays de la Loire en semaine circulant entre Le Mans et Laval. C'était alors un point d'arrêt non géré (PANG) à entrée libre.

## Service des voyageurs
La gare est fermée au trafic voyageurs.

### Intermodalité
Un parking pour les véhicules y est aménagé.